# Pachnobia minor
Pachnobia minor là một loài bướm đêm trong họ Noctuidae.